# لونی دی. بنتلی
لونی دی. بنتلی (به انگلیسی: Lonnie D. Bentley)؛ (زاده ۱۹۵۷) دانشمند رایانه آمریکایی و پروفسور و رئیس سابق بخش رایانه و فناوری اطلاعات در دانشگاه پردو است که با کوین سی دیتمن و جفری ال ویتن به عنوان نویسنده مشترک کتاب درسی تجزیه و تحلیل سیستم‌ها و روش‌های طراحی که هفتمین نسخه آن به چاپ رسیده است.

## زندگی و کار
بنتلی در سال ۱۹۵۷ متولد شد و در دبیرستان ماونتین هوم در آرکانزاس تحصیل کرد. او در دانشگاه ایالتی آرکانزاس تحصیلات خود را ادامه داد و در آنجا در ۱۹۷۹ مدرک کارشناسی خود را در پردازش داده‌های تجاری و در ۱۹۸۱ کارشناسی ارشد خود را در سیستم‌های اطلاعاتی دریافت کرد.
بنتلی دوره‌هایی مانند تحلیل سیستم‌ها و روش‌های طراحی را تدریس کرده است که شامل: تجزیه و تحلیل سیستم‌ها (با استفاده از روش های مبتنی بر تحلیل ساختاری)؛ تجزیه و تحلیل سیستم‌ها (با استفاده از روش‌های مبتنی بر مهندسی اطلاعات)؛ طراحی سیستم‌ها (با استفاده از روش‌های مبتنی بر طراحی RAD)؛ طراحی سیستم‌ها (با استفاده از روش‌های مبتنی بر طراحی ساختاریافته)؛ برنامه‌ریزی و یکپارچه‌سازی منابع سازمانی؛ طراحی مجدد فرآیند کسب و کار می‌شود.
جدا از تجزیه و تحلیل و طراحی سیستم، بنتلی بر برنامه‌های کاربردی سازمانی، طراحی مجدد فرآیند کسب و کار، مهندسی نرم‌افزار به کمک رایانه (CASE)، توسعه سریع نرم‌افزار (RAD) و طراحی رابط کاربری گرافیکی (GUI) تمرکز دارد.
بنتلی ضمن کمک‌های خود به آموزش عالی، بنیانگذار سیستم‌های ردیابی آنتنی با باند عریض (BATS) است.

## افتخارات و جوایز
- ۱۹۸۵ - جایزه بهترین معلم، گروه فناوری رایانه
- ۱۹۹۵ - جایزه برجسته هیئت علمی، دانشکده فناوری
- ۱۹۹۸ - بورسیه۱۰۰۰ دلاری مربیان برنامه‌نویسی شی‌گرا، سیستم‌ها، زبان‌ها و برنامه های کاربردی
- ۱۹۹۸ - بورسیه ۵۰۰ دلاری داو کورنینگ دانشکده
- ۲۰۰۶ - دانش‌آموخته ممتاز دانشگاه ایالتی آرکانزاس